# جين هاريس
جين هاريس (بالإنجليزية: Gene Harris )‏ (و. 1933 – 2000 م) هو عازف بيانو، وعازف جاز، وملحن أمريكي، ولد في بينتون هاربور، يستخدم آلات بيانو، وسنثسيزر، وآلة الأورغان، بدأ مشواره المهني سنة 1955، توفي في بويسي، عن عمر يناهز 67 عاماً.

## وصلات خارجية
- جين هاريس على موقع IMDb (الإنجليزية)
- جين هاريس على موقع ميوزك برينز (الإنجليزية)
- جين هاريس على موقع أول ميوزيك (الإنجليزية)
- جين هاريس على موقع ديسكوغز (الإنجليزية)
- جين هاريس على موقع قاعدة بيانات الفيلم (الإنجليزية)
- جين هاريس في قاعدة بيانات الأفلام على الإنترنت